# بهینه سازی عملکرد انرژی ساختمان
در سال‌های اخیر، مطالعات تحقیقاتی مرتبط به موضوع بهره‌وری انرژی ساختمان افزایش قابل توجهی داشته‌است. این تمرکز رو به رشد نشان دهنده اهمیت روزافزون شیوه‌های ساختمانی پایدار و کارآمد در مواجهه با چالش‌های زیست‌محیطی و نیاز به استفاده کارآمدتر از منابع است. در نتیجه، نیاز به پیش‌بینی مصرف انرژی ساختمان ضروری شده‌است. پیش‌بینی مصرف انرژی ساختمان، بهینه‌سازی عملیات ساختمان و کنترل آن را ممکن می‌سازد، که منجر به بهینه‌سازی عملکرد انرژی ساختمان و شیوه‌های پایدارتر می‌شود.

## بهینه‌سازی ساختمان
بهینه‌سازی در طراحی و ساخت ساختمان، به رویه یا رویه‌هایی اطلاق می‌شود که طراحی ساختمان را تا حد امکان کاربردی و بهینه از نظر انرژی می‌کند. برای بهبود عملکرد ساختمان می‌توان از رویکردی به نام «روش شبیه سازی پارامتریک» استفاده کرد. بر اساس این روش، ورودی هر متغیر برای مشاهده تأثیر بر اهداف طراحی تغییر می‌کند در حالی که سایر متغیرها بدون تغییر نگه داشته می‌شوند. این روش را می‌توان به‌طور مکرر با متغیرهای دیگر تکرار کرد. به دلیل ماهیت تکرار شونده رویه‌ها، این روش‌ها معمولاً توسط برنامه‌نویسی کامپیوتری خودکار می‌شوند. چنین روش‌هایی اغلب به عنوان «بهینه‌سازی عددی» یا «بهینه‌سازی مبتنی بر شبیه‌سازی» شناخته می‌شوند. بهینه‌سازی عمومی به ۳ مرحله، ازجمله یک مرحله پیش پردازش، یک مرحله بهینه‌سازی و یک مرحله پس از پردازش تقسیم می‌شود.

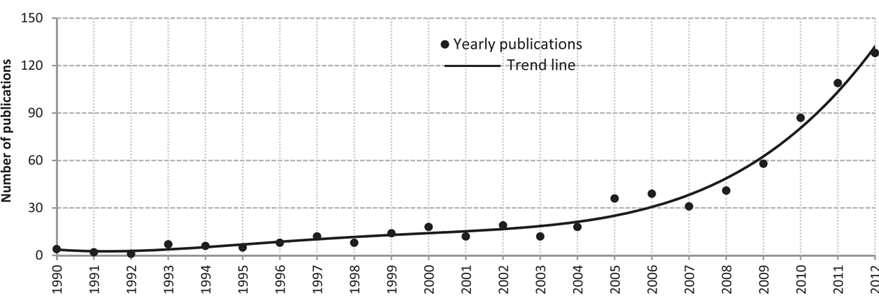
روند افزایشی تعداد مطالعات بهینه‌سازی در علم ساختمان

### مرحله پیش پردازش
مرحله پیش پردازش نقش مهمی در موفقیت بهینه‌سازی دارد. در این مرحله مهم‌ترین کار، فرمول بندی مسئله بهینه‌سازی است. این کار که بین مرزهای علم ساختمان و ریاضیات قرار دارد، پیش پا افتاده نیست و به دانش غنی از بهینه‌سازی ریاضی، ماهیت برنامه‌های شبیه‌سازی، محدوده متغیرهای طراحی و تعامل بین متغیرها، اندازه‌گیری عملکرد ساختمان (توابع هدف) نیاز دارد. توجه به این نکته ارزشمند است که مدل ساختمانی که باید بهینه شود باید ساده شود، اما برای جلوگیری از خطر ساده‌سازی بیش از حد یا مدل‌سازی نادرست پدیده‌های ساختمانی، خیلی ساده نباشد. در عین حال، مدل‌های بسیار پیچیده (تکثر سیستم‌ها و زون‌های حرارتی) ممکن است فرایند بهینه‌سازی را به شدت به تأخیر بیندازند.

### مرحله بهینه‌سازی
در مرحله بهینه‌سازی، مهم‌ترین وظیفه تحلیل‌گران نظارت بر همگرایی بهینه‌سازی و تشخیص خطاهایی است که ممکن است در کل فرایند رخ دهد. در بهینه‌سازی، اصطلاح «همگرایی» معمولاً برای نشان دادن اینکه به راه‌حل نهایی توسط الگوریتم رسیده‌است استفاده می‌شود. برای به حداقل رساندن خطاها، برخی از نویسندگان پیشنهاد کردند که شبیه سازی پارامتریک را اجرا کنند تا مطمئن شوند که قبل از اجرای بهینه‌سازی، شبیه سازی شکست خورده‌ای وجود ندارد. در بهینه‌سازی عملکرد ساختمان، تشخیص اینکه آیا با بهینه‌سازی به یک بهینه جهانی می‌رسد یا خیر، اغلب غیرممکن است. با این وجود، حتی اگر بهینه‌سازی منجر به یک راه‌حل غیربهینه شود، ممکن است در مقایسه با عدم اجرای هیچ بهینه‌سازی، عملکرد ساختمان بهتری به دست آید.

### مرحله پس پردازش
```
در این مرحله، تحلیل‌گران باید داده‌های بهینه‌سازی را به نمودارها، دیاگرام‌ها یا جداول تفسیر کنند که از آنها می‌توان اطلاعات مفیدی از راه‌حل‌های بهینه استخراج کرد. بررسی اینکه آیا راه حل‌های یافت شده توسط بهینه‌سازی، قابل اعتماد یا قوی هستند، همیشه مفید است. در ادبیات، هیچ قانون استانداردی برای چنین کاری وجود ندارد. حسن و همکاران از روش جستجوی brute-force (جستجوی جامع) برای آزمایش اینکه آیا بهینه یافت شده توسط GenOpt واقعاً بهینه است یا خیر، استفاده کرد. آنها به این نتیجه رسیدند که راه‌حل‌های GenOpt راه‌حل‌های بهینه هستند و بسیار نزدیک به بهینه جهانی هستند، زیرا آنها همچنین از مجموعه بهینه راه‌حل‌های کاندید نیروی brute-force پیدا شده‌اند. آیزنهاور و همکاران نتایج بهینه‌سازی مدل‌های جایگزین و مدل‌های «اصلی» EnergyPlus را برای قابلیت اطمینان مقایسه کردند. نتیجه‌گیری شد که بهینه‌سازی با استفاده از مدل‌های جایگزین نتایج تقریباً مشابهی با نتایج به‌دست‌آمده از انجام بهینه‌سازی با EnergyPlus در حلقه (از نظر کیفیت عددی) ارائه می‌دهد.
[
۳
]
```

## بهینه‌سازی چند هدفه
امروزه، بهینه‌سازی مبتنی بر شبیه‌سازی به یک رویکرد طراحی کارآمد برای برآورده کردن چندین الزام سختگیرانه در طراحی ساختمان‌های با کارایی بالا تبدیل شده‌است (مانند ساختمان‌های کم انرژی، خانه‌های غیرفعال، ساختمان‌های سبز، ساختمان‌های با انرژی صفر خالص، ساختمان‌های با کربن صفر…). در مسائل طراحی ساختمان در دنیای واقعی، طراحان اغلب مجبورند به‌طور همزمان با معیارهای طراحی متضاد مانند حداقل مصرف انرژی در مقابل حداکثر آسایش حرارتی، حداقل مصرف انرژی در مقابل حداقل هزینه ساخت و ساز سر و کار داشته باشند. بسیاری از طراحان در تلاشند تا با دستیابی همزمان به تعدادی از اهداف متناقض به یک فرایند طراحی ساختمان جامع دست یابند؛ بنابراین، استفاده از یک روش بهینه‌سازی چند هدفه که شبیه‌سازی انرژی و اهداف بهینه‌سازی چندگانه را تنظیم می‌کند، ضروری است. بهینه‌سازی چند هدفه، در بسیاری از موارد، مرتبط تر از رویکرد تک هدفی این منجر به استفاده از الگوریتم‌های بهینه‌سازی چند هدفه (MOOA) شده‌است که مبادله بهینه پارتو را بین اهداف طراحی متضاد شناسایی می‌کند.
الگوریتم‌های تکاملی چندهدفه (MOEAs) برای چندین هدف استفاده شده‌اند، به عنوان مثال در طراحی ساختمان‌های سازگار با محیط زیست مقرون به صرفه، ساختمان‌های کم انرژی بسیار راحت یا بهبود مصرف انرژی خانه‌های خورشیدی با انرژی خالص صفر. MOEAهای نخبه (به عنوان مثال، NSGA-II) پتانسیل زیادی برای پیاده سازی در این زمینه ارائه می‌دهند. با این حال، به دلیل اپراتورهای تصادفی خود، ممکن است گاهی اوقات نتوانند به جبهه بهینه پارتو نزدیک شوند، به ویژه اگر تعداد کم‌تکرار به عنوان معیار توقف اجرا شود؛ بنابراین، محققان به دستورالعمل‌های دقیق‌تری نیاز دارند که آزمون‌های مقایسه‌ای جامع‌تری داشته باشند تا ماهیت MOOAs در حل BOP را به‌طور کامل درک کنند.
بهینه‌سازی مبتنی بر شبیه‌سازی بدون شک یک رویکرد امیدوارکننده برای دستیابی به بسیاری از اهداف طراحی ساختمان است که عصر جدیدی از طراحی را به روی معماران و مهندسان باز می‌کند. بهینه‌سازی طراحی ساختمان ذاتاً یک تکنیک پیچیده چند رشته‌ای است که شامل علوم بسیاری از جمله ریاضیات، مهندسی، علوم محیطی، اقتصاد، علوم کامپیوتر و غیره می‌شود. دانستن توانایی روش بهینه‌سازی مبتنی بر شبیه سازی در بهبود اهداف طراحی مانند کیفیت محیط داخلی یا مصرف انرژی ساختمان بسیار مهم است. این به طراحان اجازه می‌دهد تا از بین تعدادی از رویکردهای موجود، روش مناسبی را انتخاب کنند که بتواند بودجه زمانی، منابع و اهداف طراحی آنها را برآورده کند.

## شبیه سازی پارامتریک
برای بهبود عملکرد ساختمان می‌توان از رویکردی به نام «روش شبیه سازی پارامتریک» استفاده کرد. طبق این روش، ورودی هر متغیر، تغییر می‌کند تا تأثیر آن بر اهداف طراحی مشاهده شود. در حالی که همه متغیرهای دیگر بدون تغییر نگه داشته می‌شوند. این روش را می‌توان به‌طور مکرر با متغیرهای دیگر تکرار کرد. به دلیل ماهیت تکرار شونده آنها، این روش‌ها معمولاً توسط برنامه‌نویسی کامپیوتری خودکار می‌شوند. چنین روش‌هایی اغلب به عنوان «بهینه‌سازی عددی» یا «بهینه‌سازی مبتنی بر شبیه‌سازی» شناخته می‌شوند.

## بهینه‌سازی با استفاده از مدلسازی پارامتریک و الگوریتم‌ها
رویکرد پارامتری محور به فرآیندهای بهینه‌سازی چند هدفه اجازه می‌دهد تا پیکربندی‌های شکل ساختمان بهینه‌شده را به‌طور همزمان و خودکار تعریف کنند. هدف از مدل‌سازی پارامتریک ایجاد همبستگی بین پارامترهای طراحی و طرح‌ها است. هنگامی که طراح پارامترهای متغیر را تنظیم می‌کند، الگوریتم کامپیوتر به‌طور خودکار طرح‌های جدیدی را تحت مقادیر پارامتر جدید ایجاد می‌کند. این بدان معنی است که می‌توان تعداد زیادی طرح مقایسه را از طریق ترکیب پارامترهای مختلف ایجاد کرد. فرایند اصلی مدل‌سازی پارامتریک شامل انتخاب پارامتر طراحی و برقراری ارتباط بین پارامترهای طراحی و مدل است. پارامترهای طراحی را می‌توان به پارامترهای شرایط، پارامترهای متغیر و پارامترهای وابسته تقسیم کرد. پارامترهای شرایط، شرایط مرزی در یک پروژه هستند، از جمله داده‌های هواشناسی، عملکرد ساختمان، مشخصات سایت و طراحی و غیره. اینها معمولاً پارامترهای اصلی هستند که باید بهینه شوند. در نهایت، پارامترهای وابسته، پارامترهایی هستند که با پارامترهای شرایط و متغیر همبستگی دارند.

## الگوریتم‌های بهینه‌سازی
الگوریتم بهینه‌سازی مجموعه‌ای از الگوریتم‌ها است که برای جستجوی عنصر بهینه در میان گزینه‌های موجود و برای تولید سریع راه‌حل‌های با کیفیت بالا برای مسائل بهینه‌سازی، که معمولاً بر فرآیندهای الهام‌گرفته از زیستی متکی هستند، استفاده می‌شوند و شامل الگوریتم ژنتیک، الگوریتم تکاملی و الگوریتم بازپخت می‌شوند. از سوی دیگر، بهینه‌سازی عملکرد ساختمان، فرایند انتخاب مقادیر بهینه پارامترهای طراحی است.

## جبهه پارتو[۱۰]

تصویری از جبهه پارتو برای یک بهینه‌سازی زیست هدف

به راه حل a، بهینه پارتو گفته می‌شود. تنها در صورتی که راه حل دیگری بر آن غالب نباشد. به عبارت دیگر، راه حل a را نمی‌توان در یکی از اهداف، بدون تأثیر نامطلوب حداقل یک هدف دیگر بهبود بخشید. مجموعه تمام راه حل‌های بهینه پارتو را مجموعه بهینه پارتو می‌نامند. که آنها، روی جبهه پارتو قرار دارند. تصویر روبرو، مجموعه پارتو را برای یک مسئله کمینه سازی دو هدفه به تصویر می‌کشد. راه حل‌های بالقوه ای که f1 و f2 را بهینه می‌کنند در نمودار نشان داده شده‌اند.

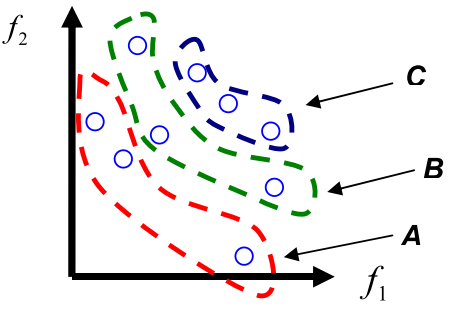
تصویری از محاسبات تناسب اندام برای NSGA در یک مشکل کمینه‌سازی زیستی

در تصویر روبرو، یک تکنیک طبقه‌بندی لایه‌ای استفاده شده‌است که به موجب آن جمعیت به صورت تدریجی با استفاده از تسلط پارتو مرتب می‌شوند. افراد در مجموعه A ارزش تناسب یکسانی دارند که بالاتر از برازش افراد در مجموعه B است که به نوبه خود نسبت به افراد در مجموعه C برتری دارند.

## الگوریتم‌های تکاملی
الگوریتم‌های تکاملی برای حل مسائل بهینه‌سازی چند هدفه استفاده می‌شود. در دهه گذشته، ابزارهای پارامتریک بخشی از ابزارهای استاندارد در طراحی معماری بوده‌اند. در این راستا، جفت کردن ابزارهای شبیه‌سازی عملکرد ساختمان با تکنیک‌های طراحی پارامتریک می‌تواند بازخورد بصری را به اشکال مختلف ارائه دهد که به نوعی توسط فرایند طراحی عملکردی پشتیبانی می‌شود.

## بهینه‌سازی ازدحام ذرات
```
بهینه‌سازی ازدحام ذرات (PSO)
[
۱۲
]
 یک بهینه‌سازی الهام گرفته از طبیعت است. الگوریتمی که رفتار اجتماعی پرندگان یا ماهی‌ها را شبیه سازی می‌کند، جایی که افراد (ذرات) موقعیت خود را در یک فضای چند بعدی تنظیم می‌کنند تا راه حل‌های بهینه برای مسائل بهینه‌سازی پیدا کنند. PSO اغلب برای کارهای بهینه‌سازی پیوسته استفاده می‌شود و می‌تواند برای مسائل با فضاهای حل پیچیده و غیرخطی مؤثر باشد. (Afzal et al. 2024, 9)
```

## شبکه‌های عصبی مصنوعی (ANN)
ANN‌ها ابزارهای پیشرفته ای هستند که برای شبیه سازی سیستم عصبی انسان‌ها طراحی شده‌اند و هدف آن بهبود دقت پیش‌بینی است. این رویکرد پیچیده توانایی تجزیه و تحلیل داده‌های تاریخی و ایجاد پیش‌بینی بر این اساس را دارد. MLPRegressor یکی از مدل‌های محبوب در کلاس مدل ANN است. (Long 2023, 484)

## الگوریتم‌های ژنتیک
الگوریتم ژنتیک (GA) یک تکنیک بهینه‌سازی و جستجوی محبوب است که از فرایند انتخاب طبیعی و ژنتیک الهام گرفته شده‌است. برای یافتن راه حل‌های تقریبی برای مسائل بهینه‌سازی و جستجو استفاده می‌شود. الگوریتم‌های ژنتیک به‌ویژه برای مشکلاتی که فضای جستجو بزرگ و پیچیده‌است و روش‌های بهینه‌سازی سنتی ممکن است مشکل داشته باشند، مناسب هستند.

## الگوریتم ژنتیک NSGA-II
NSGA-II (الگوریتم ژنتیک طبقه‌بندی نشده II) یک الگوریتم بهینه‌سازی چند هدفه است که بر اساس اصول الگوریتم ژنتیک (GA) توسعه یافته‌است. NSGA-II برای حل مسائل بهینه‌سازی چند هدفه استفاده می‌شود. الگوریتم، جمعیتی از افراد را به عنوان بردارهای حالت نشان می‌دهد. فرایند جستجو از طریق نسل‌ها اتفاق می‌افتد، جایی که جمعیت برای یافتن بهترین راه حل‌ها تکامل می‌یابد. NSGA-II از تکنیک مرتب‌سازی غیرمسلط برای تعیین خوب بودن افراد با مقایسه و مرتب‌سازی آنها بر اساس معیارهای عینی استفاده می‌کند. بهترین افراد و افراد غیر تحت سلطه در جمعیت حفظ می‌شوند و در نسل‌های بعدی در روند تکامل شرکت می‌کنند. مراحل اجرای NSGA-II عبارتند از:
- جمعیت افراد را، مقدار دهی اولیه می‌کند.
- ارزیابی تناسب اندام افراد با استفاده از اهداف انرژی و هزینه. برای تعیین افراد غیر تحت سلطه مرتب‌سازی غیرمسلط را انجام می‌دهد.
- بهترین افراد و افراد غیر تحت سلطه را برای حفظ در جمعیت انتخاب می‌کند.
- برای ایجاد فرزندان جدید از عملیات متقاطع و جهش استفاده می‌کند.
- مراحل ۲ تا ۵ را تا زمانی که شرط خاتمه برآورده شود تکرار می‌کند.
- مجموعه راه حل‌های بهینه یافت شده در جمعیت نهایی را برمی‌گرداند.[۱۵]